# Арт Гарфанкел
Артур Айра Гарфанкел (англ. Arthur Ira Garfunkel; 5 листопада 1941, Форест-Гілс, Нью-Йорк, США) — американський співак, актор, мандрівник і письменник, з 1957 по 1970 роки виступав у дуеті з Полом Саймоном під назвою Simon and Garfunkel. Всі пісні для цього проекту писав Саймон, основним внеском Гарфанкела був його чистий, високий голос. Його предки були євреї, вихідці з румунського міста Ясси — колись великого центру юдейської культури.
Після розпаду дуету Гарфанкел відійшов від музики, зіграв у фільмах «Виверт-22», «Пізнання плоті», «Нянька за викликом» та інші.
У 1973 році випустив перший сольний альбом, який складався здебільшого з кавер-версій відомих шлягерів. Згодом працював з такими піснярами, як Джиммі Вебб і Ренді Ньюман. Двічі очолював британські поп-чарти — 1975 («I Only Have Eyes for You») і 1979 роках («Bright Eyes»). Останнім часом пісні для себе писав самостійно.
Гарфанкел став шестиразовим володарем премії «Греммі».

## Особисте життя
У своїх мемуарах 2017 року зізнався у бісексуальності.

## Дискографія
- Angel Clare (1973)
- Breakaway (1975)
- Watermark (1977)
- Fate for Breakfast (1979)
- Scissors Cut (1981)
- The Animals' Christmas (з Емі Грант) (1985)
- Lefty (1988)
- Songs from a Parent to a Child (1997)
- Everything Waits to Be Noticed (2002)
- Some Enchanted Evening (2007)